# جي. آي. جو: ذا أتلانتس فاكتور
جي. آي. جو: ذا أتلانتس فاكتور (بالإنجليزية: G.I. Joe: The Atlantis Factor)‏ ، هي لعبة فيديو إلكترونية من نوع أكشن ومنصات ، أنتجها شركة كابكوم اليابانية سنة 1992م ، وعرضت حصراً في الولايات المتحدة باللغة الإنجليزية.